# Вагон метро типу Е
Вагони метрополітену типу Е були розроблені Митищинським машинобудівним заводом у другій половині 1950-х років. Серійно випускалися в 1963—1969 роках (дослідні зразки з 1959 року).
Вагони Е надходили в п'ять метрополітенів СРСР: Московський, Ленінградський, Київський, Тбіліський, та Бакинський.
На даний час лінійна експлуатація цих вагонів завершена у всіх метрополітенах. Експлуатувалися у Москві до 28 лютого 2008 року, в Баку до 2001 року,  у Тбілісі до 2010 року, а останні вагони Е працювали на лініях метро в Санкт-Петербурзі і в Києві до 2015 року.
Вагони Е відрізняються від вагонів попередньої серії Д наявністю смуг гофрування (у першого дослідного вагона № 3001 смуги гофрування були тільки в нижній частині кузова). Також мають більш широкі двері і не мають вікон між останніми дверима і торцем, протилежним кабіні, через що двері розміщені несиметрично, що призвело до неможливості експлуатація вагонів цієї серії на лініях Санкт-Петербурзького метрополітену зі станціями типу горизонтальний ліфт. Це була одна з причин створення і розгортання виробництва на заводі імені Єгорова вагонів метро серії Ем.
Вагони метро типу Е (а також Ем випуску до 1971 року) в салоні ще зберегли оздоблення лінкрустом та дерев'яними елементами декору, що було характерне для вагонів попередніх типів. З 1970-71 року нові вагони Еж та вагони Ем почали оздоблювати спеціальними видами пластику і металевими елементами, що є одним з найхарактерніших відмінностей вагонів цих типів від вагонів типу Е.

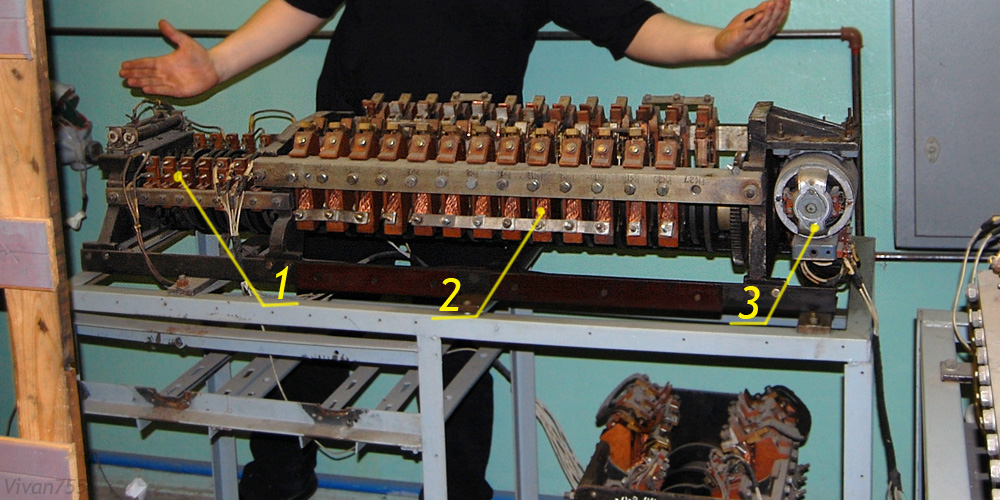
Силовий реостатний контролер ЕКГ-17И

Починаючи з 1979 року в Московському метрополітені в вагонах цієї серії оздоблення стін салону лінкрустом замінювалося на пластикові, а дерев'яні лаковані рами вікон нерідко фарбувались олійною фарбою. Тривалий час в пасажирській експлуатації в Московському метрополітені залишався один лінійний лінкрустовий вагон типу Е — № 3605. Він же був останнім вагоном типу Е, який експлуатувався з пасажирами в Московському метро. У грудні 2007 року вагон був поставлений на консервацію в депо «Калузьке» для музею рухомого складу. У лютому 2008 року вагон був повернений в депо «Філі» і експлуатувався як резервний на Арбатсько-Покровської лінії. Навесні 2008 року він був переданий на відповідальне зберігання в депо «Новогиреєво».

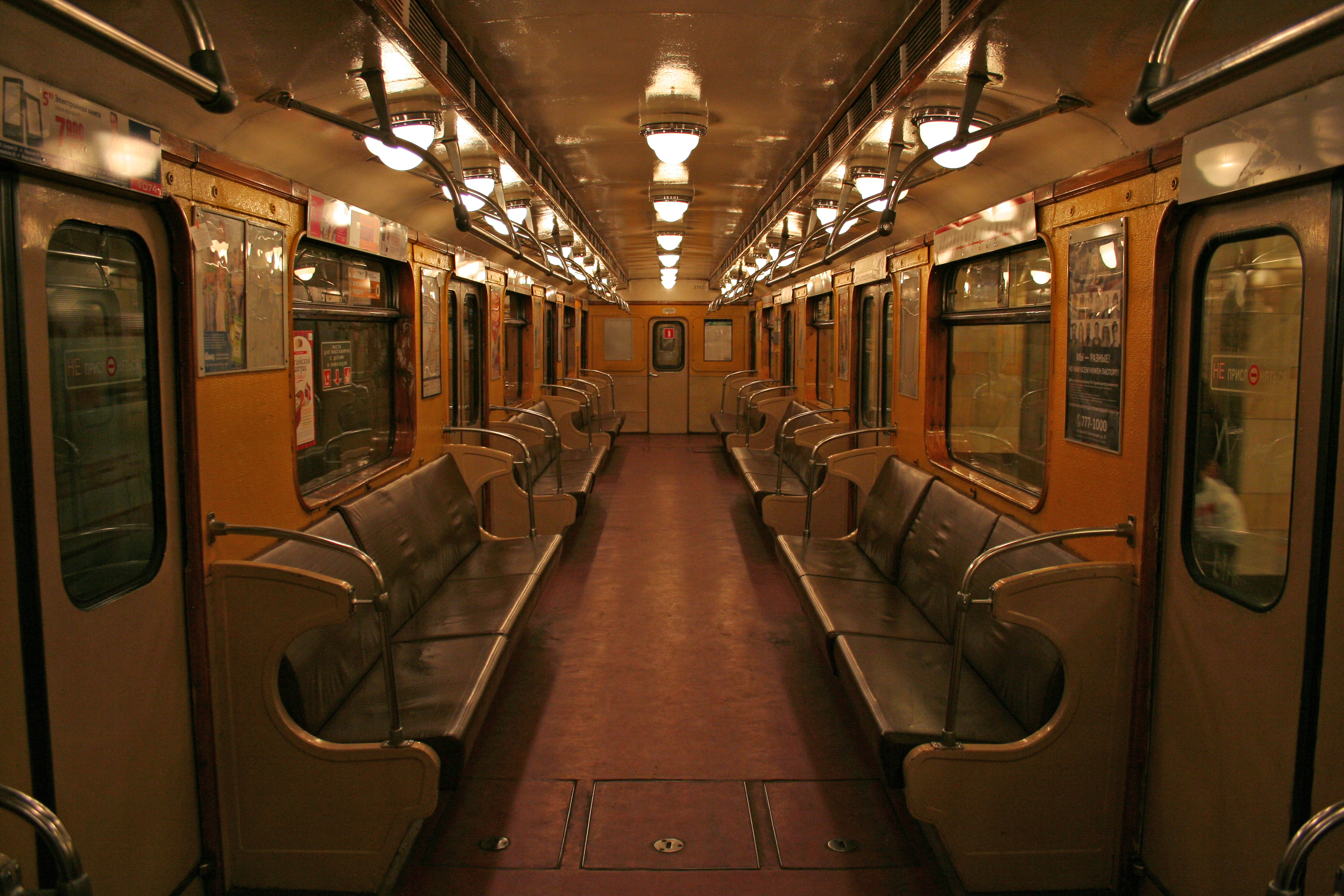
Внутрішній вигляд. Видно характерний жовтий колір лінкрустових стін

Схожа доля була і у останнього вагона Е з оригінальним оздобленням в Київському метрополітені - № 4805: протягом кількох років (2010-2015) цей вагон залишався єдиним і працював на Святошинсько-Броварській лінії в якості ретро-вагону метро - в салоні і зовні вагон було оформлено відповідним чином.
Всі діючі пасажирські вагони типу Е в Київському метрополітені протягом 2013-2015 року пройшли глибоку модернізацію на Крюківському вагонобудівному заводі та продовжують роботу в метро. Але від вагонів Е в результаті модернізації залишився лише кузов з деякими елементами, все інше було замінене.
В інших метрополітенах було залишено невелику кількість вагонів типу Е в якості службових та музейних, а решта вагонів була утилізована.
Кожна вісь вагона приводиться в рух окремим електродвигуном ДК-108А часовою потужністю 68 кВт через карданну передачу. Пуск реостатний, використовується перегрупування двигунів — при рушанні (положення рукоятки «Хід-1») і початковому розгоні («положення Хід-2») двигуни з'єднані послідовно, при перекладі рукоятки контролера в положення «Хід-3» двигуни переключаються на послідовно-паралельне (ПП) з'єднання, напруга на них підвищується вдвічі. Перемикання в силовому ланцюзі виконує встановлений під вагоном реостатний контролер ЕКГ-17И.

## Модифікації
Серійних модифікацій не існувало, але були дослідні.
- Еи — дослідний варіант з тиристорно-імпульсною системою управління.
- Ер — новий візок.